# Ruby Stokes
Ruby Stokes, född 4 september 2000 i London, är en brittisk skådespelare.
Stokes har bland annat medverkat i TV-serien Familjen Bridgerton. Hon har även medverkat i filmen Black Dog.

## Filmografi (i urval)
- 2020–2022 – Familjen Bridgerton (TV-serie)
- 2023 – Black Dog
- 2024 – Ember Manning: Fallet vid bryggan (TV-serie)